# Brodić
Brodić es una localidad de Croacia en el municipio de Ferdinandovac, condado de Koprivnica-Križevci.

## Geografía
Se encuentra a una altitud de 107 m s. n. m. a 131 km de la capital nacional, Zagreb.

## Demografía
En el censo 2011, el total de población de la localidad fue de 74 habitantes.
| Gráfica de población de Brodić 1857-2011                            |
|                                                                     |
| Según los censos de población de la oficina estadística de Croacia. |